# Edwin Hubble
Edwin Hubble, punim imenom Edwin Powell Hubble (Marshfield, Missouri, SAD, 20. studenog 1889. - San Marino, Kalifornija, 28. rujna 1953.), američki astronom, poznat po otkriću čvrstih dokaza o širenju svemira. Edwin Hubble je bio jedan od prvih znanstvenika koji su tvrdili da crveni pomak u spektrima dalekih galaktika potječe od Dopplerovog učinka koji nastaje zbog širenja svemira. Hubble je bio jedan od vodećih astronoma modernog doba i zaslužan je za stvaranje temelja na kojima danas leži fizikalna kozmologija. Prvi je utvrdio da su galaktike skupovi zvijezda udaljeni više od milijun svjetlosnih godina od Sunčeva sustava. Veliko značenje ima njegovo objašnjenje crvenog pomaka spektralnih linija svjetlosti udaljenih nebeskih tijela i otkriće da se svemir izotropno širi, to jest da se galaktike udaljavaju od naše to većim brzinama što su udaljenije (Hubbleov zakon). Razvio temeljnu morfološku klasifikaciju galaktika (Hubbleova vilica) na eliptične, spiralne (obične i polužne) te nepravilne. Po njemu su nazvani krater na Mjesecu (Hubble (krater)), prvi svemirski teleskop (Hubbleov svemirski teleskop) i planetoid (2069 Hubble).

## Životopis
Hubble je rođen u mjestu Marshfield (Missouri, SAD), a kao 9-godišnjak (1898.) se preselio u Wheaton, Illinois. U mladosti je pokazivao više talenta na polju sporta nego znanosti - godine 1906. odnio je 7 pobjeda na školskom natjecanju u atletici, a iste je godine postavio i rekord Illinoisa u skoku u dalj. Tijekom studiranja na sveučilištu u Chicagu se posebno posvetio matematici i astronomiji. Diplomirao je 1910. Sljedeće 3 godine je bio jedan od prvih korisnika Rhodesove stipendije na Oxfordu, gdje je magistrirao pravo, nakon čega se vraća u SAD gdje se zapošljava kao učitelj i školski košarkaški trener u mjestu New Albany, Indiana.
Služio je u Prvom svjetskom ratu i ubrzo postao Major. Nakon rata, Hubble se vratio astronomiji. Radio je u zvjezdarnici Yerkes (eng. Yerkes Observatory) Sveučilišta u Chicagu, gdje je i doktorirao 1917. Godine 1919., George Ellery Hale, osnivač i ravnatelj zvjezdarnice Mount Wilson (pored grada Pasadena, Kalifornija) ponudio mu je mjesto u svojoj zvjezdarnici, gdje je Hubble radio do kraja svog života. Kratko prije Huubleove smrti, dovršen je teleskop Hale (Hale Telescope), a Hubble je bio njegov prvi korisnik.
Edwin Hubble umro je od srčanog udara 28. rujna 1953. u mjestu San Marino, Kalifornija. Njegova supruga, Grace, nije organizirala sprovod i nikad nije otkrila gdje se nalazi njegovo tijelo. Čini se da je Hubbleova želja bila da ga se pokopa u neoznačenom grobu ili je htio da bude kremiran. Njegovo posljednje počivalište ni danas (2005.) nije poznato.

## Otkrića

### Galaksije se nalaze izvan Mliječnog puta
Hubbleov dolazak na Zvjezdarnicu Mount Wilson vremenski se poklopio s dovršenjem 2,5-metarskog (100-inčnog) teleskopa Hooker (eng. Hooker Telescope),  tadašnjeg najjačeg svjetskog teleskopa. Huubleova promatranja 1923. i 1924. otklonila su sve sumnje u tvrdnje da magličaste nebule, ranije viđene kroz manje teleskope kao nejasne maglice, nisu dijelovi Mliječnog puta (kako se do tada mislilo), već se radi o zasebnim galaktikama, izvan Mliječnog puta. Hubble je ovo otkriće objavio 30. prosinca 1924.
Hubble je stvorio klasifikaciju galaktika (Hubbleova viljuška), u kojoj se one svrstavaju u skupine prema njihovu izgledu na fotografijama.

### Svemir se širi
Hubbleu se pripusuje otkriće crvenog pomaka u spektru galaktika (iako je pojavu zapravo prvi uočio Vesto Slipher). Hubble je zajedno s Miltonom Humasonom 1929. formulirao zakon crvenog pomaka, empirički zakon između brzine udaljavanja galaktika i njihove udaljenosti, danas poznat kao Hubbleov zakon, po kojem je brzina udaljavanja galaktike proporcionalna njezinoj udaljenosti. Hubbleov je zakon, uz pretpostavku da je crveni pomak uzrokovan udaljavanjem galaktika, sukladan s Einsteinovim jednadžbama iz opće teorije relativnosti za homogeni izotropni svemir koji se širi. Ovim je u astronomiju uveden koncept širenja svemira, što je kasnije dovelo do teorije velikog praska.
Nešto ranije, 1917., Einstein je shvatio da njegova opća teorija relativnosti zahtijeva da se svemir mora ili širiti ili sažimati. Nespreman povjerovati vlastitim formulama i prihvatiti takvu ideju, Einstein uvodi kozmološku konstantu (faktor odbijanja) u jednadžbe, čime zaobilazi ovaj "problem". Čuvši za Hubbleovo otkriće, Einstein je mijenjanje svojih formula nazvao "največom zabludom u svojem životu".

#### Hubbleov zakon
Hubbleov zakon, prema E. P. Hubbleu, matematički je opis širenja svemira prema kojem je brzina udaljavanja v skupova galaktika razmjerna udaljenosti od Zemlje r, to jest: 
{\displaystyle v=H_{0}\cdot r}
pri čem je H0 - Hubbleova konstanta, koeficijent razmjernosti kojoj se danas vrijednost procjenjuje između 60 i 70 km/s po megaparseku (Mpc). Brzina udaljavanja mjeri se pomakom spektralnih linija prema crvenom dijelu spektra, dakle povećanjem njihovih valnih duljina, što se tumači Dopplerovim učinkom.

### Ostala otkrića
Hubble je 30. kolovoza 1935. otkrio asteroid 1373 Cincinnati. U tom je razdoblju napisao i dvije knjige - Promatrački pristup kozmologiji (eng. The Observational Approach to Cosmology) i Kraljevstvo Maglica (eng. The Realm of the Nebulae).

## Nobelova nagrada
Hubble je proveo veći dio kasnijeg dijela svoje karijere pokušavajući astronomiju svrstati pod fiziku, a ne da bude smatrana kao zasebna znanost. Motiv za ove težnje je pokušaj da se astronomima dade šansa da dobiju Nobelovu nagradu zbog njihovih značajnih doprinosa astrofizici. Komitet za dodjelu Nobelove nagrade, ovaj je prijedlog usvojio tek 1953., kratko nakon Hubbleove smrti, pa Hubble nikad nije saznao da su njegova nastojanja urodila plodom. Hubble je iste godine bio nominiran za Nobelovu nagradu za fiziku koju bi bio i dobio da nije umro (samo žive osobe mogu primiti Nobelovu nagradu), o čemu je obaviještena njegova udovica.

## Počasti
Nagrade:
- Bruce Medal, 1938.
- Gold Medal (Royal Astronomical Society, 1940.).
- Medal of Merit za izvanredna dostignuća u balistici, 1946. -ARP

Imenovano po njemu:
- Asteroid 2069 Hubble.
- krater Hubble na Mjesecu.
- Hubbleov svemirski teleskop.

## Fusnote
- ^  Crveni pomak je zapravo otkrio Vesto Slipher 1910-ih godina, no otkriće je uglavnom prošlo nezapaženo.

- ^  PBS Arhivirana inačica izvorne stranice od 20. rujna 2011. (Wayback Machine) Cosmological Constant.

## Poveznice
- Hubbleov zakon
- Hubbleov svemirski teleskop
- Klasificiranje galaksija#Hubble-Sandage klasifikacija

## Vanjske poveznice
- Time 100 Profile  Arhivirana inačica izvorne stranice od 21. travnja 2009. (Wayback Machine)
- Hubble u Louisvilleu - Fotografije Edwina Hubblea u New Albany High School.
- Edwin Hubble bio - autor je Allan Sandage